# Chris Soumokil

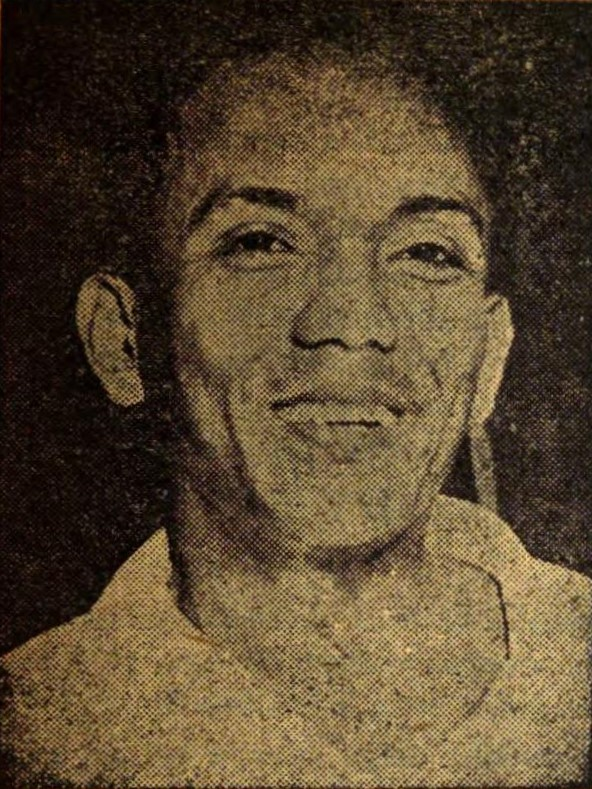
Chris Soumokil

Christiaan Robbert Steven Soumokil (Soerabaja (Java), 13 oktober 1905 – Pulau Ubi Besar, 12 april 1966) was president van de Republiek der Zuid-Molukken (Republik Maluku Selatan; RMS) van 1950 tot 1966.

## Gezin, opleiding
De vader van Soumokil was Moluks en zijn moeder was Indo, dat wil zeggen van gemengde inheemse en Nederlandse afkomst. Hij bezat de Nederlandse nationaliteit. Soumokil ging in Soerabaja en Semarang in het toenmalige Nederlands-Indië naar school voordat zijn vader, die bij de posterijen werkte, werd overgeplaatst naar Nederland. 
Het gezin Soumokil kwam terecht in Leiden, waar Soumokil zijn voortgezet onderwijs aan het lyceum afrondde. Daarna studeerde hij rechten aan de Rijksuniversiteit Leiden. Hij sloot zijn studie in 1934 af met een promotie op zijn proefschrift De deskundige in de Nederlandsch-Indische jurisprudentie - studie van materieel strafrecht. 
Op 13 juni 1934 trad hij in Den Haag in het huwelijk met Elsa Constans Clementine Frieser. In januari 1935 ging hij met de mailboot Dempo van Rotterdam naar Java, waar hij in 1939 substituut officier van justitie werd.

## Tweede Wereldoorlog
Bij het uitbreken van de Tweede Wereldoorlog moest hij vanwege zijn Nederlandse nationaliteit in militaire dienst. In 1942 begon de Japanse bezetting van Nederlands-Indië. Soumokil werd door de Japanners gevangengenomen en naar Birma en Siam gedeporteerd.

## Militaire rechtbank
Na de Tweede Wereldoorlog werkte Soumokil voor een militaire rechtbank die oorlogsmisdaden behandelde. Eind 1946 werd hij overgeplaatst naar Makassar waar hij tewerk werd gesteld als procureur-generaal en van juni 1947 tot februari 1950 minister van Justitie werd van de Indonesische (deel)staat Oost-Indonesië, (Negara Indonesia Timur; NIT) waar de Zuid-Molukken een onderdeel van vormden.

## Invasie van Ambon
In april 1950 stuurde de centrale regering van de Verenigde Staten van Indonesië (Republik Indonesia Serikat; RIS) troepen naar Celebes (Sulawesi). De bedoeling was op termijn een einde te maken aan de deelstaat Oost-Indonesië. In samenwerking met deelstaat-president Sukawati en kapitein Andi Aziz (ex-KNIL) beraamde Soumokil een militaire coup om te voorkomen dat de troepen aan land zouden gaan. Ook was er een plan voor het uitroepen van de onafhankelijkheid van de deelstaat Oost-Indonesië. De coup mislukte echter; Sukawati ging overstag, beloofde mee te werken aan het creëren van een 'eenheidsstaat' en Soumokil week uit naar Ambon. 
Op 17 augustus 1950 zou president Soekarno inderdaad de RIS (en dus de NIT) opheffen en vervangen door de gecentraliseerde Republiek Indonesië (Republik Indonesia; RI). Dit vormde een schending van de kort daarvoor ondertekende overeenkomst van de Rondetafelconferentie, waarin de rechten van de verschillende deelstaten gegarandeerd waren, inclusief het recht om uit de federatie te treden. 
Met deze opheffing door de regering in Jakarta in zicht, nam Soumokil het initiatief om de deelstaat van de Zuid-Molukken uit de federatie te laten treden. Onder zijn directe invloed riep op 25 april 1950 het waarnemend hoofd van de Daerah Zuid-Molukken, J.H. Manuhutu, de onafhankelijke Republiek der Zuid-Molukken uit, met hemzelf als president. Chris Soumokil werd minister van Buitenlandse Zaken. Reeds een week later, op 3 mei 1950, volgde Soumokil Manuhutu op als president van de Zuid-Molukse Republiek.
Als reactie op de proclamatie werd het eiland Buru en een deel van het nabijgelegen eiland Ceram door het Indonesische leger bezet en kreeg het eiland Ambon te maken met een blokkade door de Indonesische marine. Op 28 september 1950 werd Ambon ingenomen. De Zuid-Molukse regering week begin december uit naar Ceram om van daar uit, onder leiding van Soumokil, de strijd tegen de Republiek Indonesië voort te zetten.

## Gevangenneming en executie

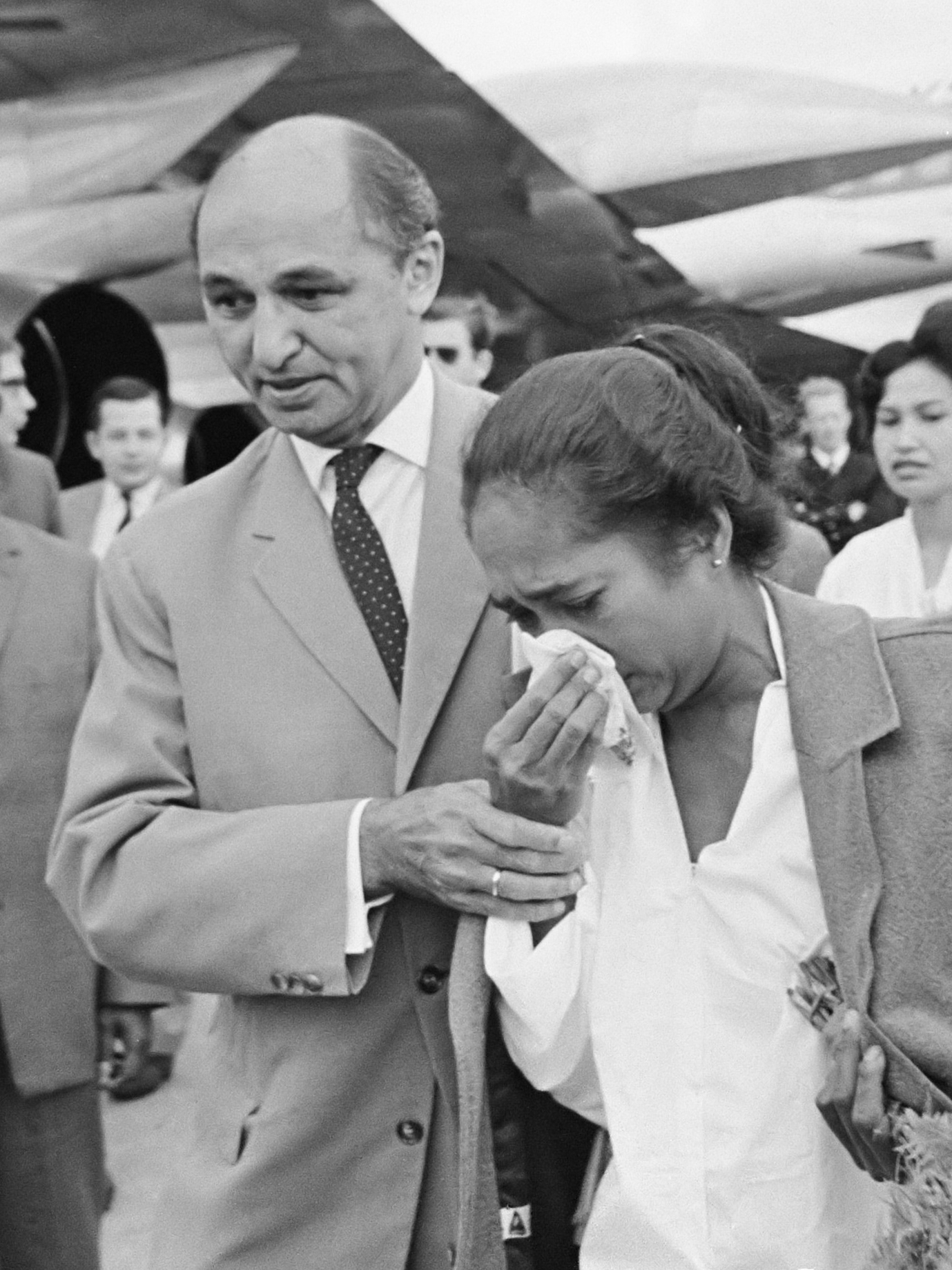
Manusama en Josina Soumokil-Taniwel op Schiphol (1966)

Op 2 december 1963 slaagden Indonesische militairen erin om Soumokil op Ceram gevangen te nemen, waarna de guerrillaoorlog snel ten einde liep. In april 1964 vond het proces tegen Soumokil plaats. Als verdediger kreeg Soumokil de advocaat mr. Pierre-William Blogg toegewezen. Toevallig bleken Soumokil en Blogg elkaar te kennen; ze waren oude studievrienden sinds hun studie in Leiden eind jaren '20, begin jaren 30. Hierdoor kreeg het proces op persoonlijk vlak een extra lading. Blogg fungeerde tijdens het proces tevens als tolk aangezien Soumokil, hoewel hij het Bahasa Indonesia machtig was, uitsluitend Nederlands wenste te spreken.
Soumokil werd in april 1964 door een militaire rechtbank in Java ter dood veroordeeld, maar pas nadat generaal Soeharto in Indonesië in 1965 aan de macht was gekomen werd het vonnis voltrokken. Alle verzoeken tot gratie door de Nederlandse regering waren tevergeefs. Op 12 april 1966, een dag na Pasen, werd Soumokil in de vroege ochtend op het eiland Pulau Ubi Besar geëxecuteerd door een vuurpeloton. Na het bekend worden van deze executie werd Johan Manusama benoemd tot president in ballingschap van de Republiek van de Zuid-Molukken.
Op 26 juli 1966 kwam de toen 32-jarige weduwe van Chris Soumokil, Josina Soumokil-Taniwel, met hun zoon Tommy in Nederland aan. Diezelfde nacht volgde een brandstichting op de Indonesische ambassade in Den Haag uit protest tegen de executie. De brandstichting vormde het begin van de radicalisering van jongeren binnen de Zuid-Molukse gemeenschap in Nederland. Dit proces culmineerde in de treinkaping bij Wijster (1975) en de treinkaping bij De Punt (1977), waarbij mevrouw Soumokil een bemiddelende rol speelde. Ze boekte daarmee succes in 1975, maar niet in 1977.
Waar Soumokil werd begraven is door de Indonesische regering nooit bekendgemaakt. Om die reden verzochten zijn weduwe en hun zoon koningin Beatrix per brief van 12 september 2010 om president Susilo Bambang Yudhoyono te vragen vóór diens voorgenomen staatsbezoek aan Nederland kenbaar te maken waar Chris Soumokil begraven ligt. Bij brief van 20 september 2010 van John Wattilete, president van de regering in ballingschap van de Republiek der Zuid-Molukken, aan minister-president Balkenende sloot de RMS-regering zich bij dat verzoek aan. Een mededeling van de Indonesische regering over de kwestie bleef echter uit. Het staatsbezoek van president Yudhoyono werd afgelast.
Soumokil was aan moederszijde niet Moluks. Via haar had hij Javaanse, Chinese en Europese voorouders. 

## Vernoemingen
- In Wierden is in de Molukse wijk de Chris Soumokilstraat naar hem vernoemd.
- Ook Haarlem en Woerden hebben een Chris Soumokilstraat.
- De Molukse wijk in Twello heeft een Chris Soumokilplein. Aan dit plein is de Molukse stichting Lawa Mena gevestigd.
- De Soumokil-beker was een voetbaltoernooi, waarin tussen 1971 en 1989 jaarlijks gestreden werd door Zuid-Molukse voetbalclubs in Nederland.